# Messier 53
Messier 53 (M53) eller NGC 5024 är en klotformig stjärnhop med skenbara magnituden 8,3 i stjärnbilden Berenikes hår.
Hopen upptäcktes 1775 av Johann Elert Bode och är en av de mer avlägsna av Vintergatans klotformiga stjärnhopar. Den ligger omkring 60 000 ljusår bort från Vintergatans centrum och omkring 58 000 ljusår från vårt solsystem. Hopens skenbara diameter är 13 bågminuter vilket motsvarar omkring 220 ljusår.

## Egenskaper
Messier 53 har en kärnradie (rc) på 2,18 pc, en halvljusradie (rh) på 5,84 pc och en tidvattenradie (rtr) på 239,9 pc.
Den betraktas som en metallfattig stjärnhop och ansågs en gång vara den mest metallfattiga hopen i Vintergatan. Mätningar av överskott inom stjärnhopar på den röda jättegrenen visar att de flesta är första generationens stjärnor. Det vill säga de formades inte av gas som återvunnits från tidigare generationer av stjärnor. Detta skiljer sig från majoriteten av klotformiga stjärnhopar som domineras mer av andra generationens stjärnor. Andra generationens stjärnor i Messier 53 tenderar att vara mer koncentrerade till kärnregionen. Sammantaget liknar de ingående stjärnornas sammansättning den hos stjärnor i Vintergatans halo.
Stjärnhopen visar olika tidvattenliknande funktioner, såsom klumpar och krusningar runt hopen, och svansar längs hopens omloppsbana i öst-västlig riktning. En tidvattenbroliknande struktur verkar ansluta Messier 53 till den nära, mycket diffusa grannen NGC 5053, samt ett skal som omger båda hoparna. Dessa kan tyda på att en dynamisk tidvatteninteraktion har inträffat mellan de två hoparna, en möjligen unik händelse inom Vintergatan eftersom det inte finns några andra kända dubbelhopar i galaxen. Dessutom är Messier 53 en tänkbar medlem av Sagittarius dvärggalaxflodströmmen.
I populationen av variabla stjärnor i stjärnhopen finns det 55 kända som vara RR Lyrae-variabler. Av dessa visar en majoritet av 34 stycken ett beteende som är typiskt för Blazhko-effekten, inklusive 23 av typ RRc - den största kända populationen av den senare i någon klotformig stjärnhop. Det finns också åtminstone tre variabler av typ SX Phoenecis och en halvregelbunden röd jätte.

## Galleri
| |
| RGB-bild av Messier 53 med ett jordbundet teleskop, The Liverpool Telescope, som är ett 2 m RC-teleskop på La Palma. |

|                                                                         |
| Messier 53 fotograferad av Hubble Space Telescope; 3,5 bågsekunders vy. |